# Jacinto Callero
Jacinto Callero (* 13. Februar 1945 in Canelones) ist ein ehemaliger uruguayischer Fußballspieler.

## Karriere

### Verein
Der dunkelhäutige Torhüter Callero, der aus ärmlichen familiären Verhältnissen stammte, begann mit dem Fußballspielen beim nahe Canelones ansässigen Club Reformers im Jahre 1960. Noch im selben Jahr unterzeichnete er 15-jährig einen Vertrag beim montevideanischen Verein Nacional. Bei den Bolsos debütierte er zunächst in der Quinta (5. División). Gegner dieses in Las Acacias ausgetragenen Debütspiels war Peñarol. Sein Weg führte nun über die Mannschaft der Cuarta (4. División) in die eigentliche Reservemannschaft Nacionals in der Tercera División, die sogenannte Tercera especial. Zu seinen Mannschaftskameraden gehörten in jener Zeit unter anderem Yamandú Solimando, Roberto Sosa, der Sohn von Aníbal Paz, Jorge Paz und Rogelio Domínguez. Von einer Verletzung Roberto Sosas profitierend, lief er sodann ebenfalls in einem Spiel gegen Peñarol in der Primera División auf. Austragungsort des mit 1:0 gewonnenen Spiels war das Estadio Centenario. In der Folgezeit kam er zu einigen weiteren Einsätzen. 1966 wurde er mit den Bolsos Uruguayischer Meister. 1967 wechselte er zu den Rampla Juniors. 1976 gehörte er dem Meisterkader Defensors an. Ihm zur Seite standen die beiden Torwartkonkurrenten Freddy Clavijo und der junge Fernando Álvez.

### Nationalmannschaft
Callero war Mitglied der A-Nationalmannschaft Uruguays. Für diese absolvierte er im Jahre 1967 ein im Estadio Centenario ausgetragenes Länderspiel gegen Rumänien, das im Vorfeld der Südamerikameisterschaft jenes Jahres stattfand. Callero gehörte schließlich auch zum von Juan Carlos Corazzo ausgewählten Aufgebot Uruguays bei dieser Südamerikameisterschaft 1967, die die Celeste zu ihren Gunsten entschied. Callero war jedoch im Verlaufe des Turniers lediglich dritter Torhüter hinter Stammtorwart Mazurkiewicz und dessen Stellvertreter Bazzano. Im Folgejahr wurde er dann in die Departamento-Auswahl von Canelones berufen.

### Erfolge
- Südamerikameister: 1967
- Uruguayischer Meister: 1966, 1976

## Nach der Karriere
Noch im Jahr 2010 wirkte er als Torwarttrainer auf Amateurebene beim in Canelones beheimateten Verein Liverpool.